# Lista de episódios de Switched at Birth
Switched at Birth é uma série de televisão estadunidense, do gênero drama, criada por Lizzy Weiss, e estrelada por Katie Leclerc e Vanessa Marano. Foi exibida na Freeform de 6 de junho de 2011 a 11 de abril de 2017. A série segue a vida de duas adolescentes que descobrem que foram trocadas no nascimento.
Em 17 de agosto de 2012, a ABC Family renovou a série para sua segunda temporada, que estreou em 7 de janeiro em 2013. Os episódios tiveram seus títulos geralmente retirados de obras de arte.
Em 30 de julho de 2013, a ABC Family renovou a série para uma terceira temporada completa de 22 episódios, que estreou em janeiro de 2014. A segunda metade da terceira temporada estreou em 16 de junho de 2014. Em 13 de agosto de 2014, a série foi renovada para sua quarta temporada, que estreou em 6 de janeiro de 2015. A ABC Family, que alterou seu nome para Freeform em janeiro de 2016, anunciou em 21 de outubro de 2015 que havia renovado a série para sua quinta e última temporada. A quinta temporada começou a ser exibida em 31 de janeiro de 2017.
Em 11 de abril de 2017, 103 episódios de "Switched at Birth" foram ao ar, concluindo a quinta temporada e finalizando a série.

## Resumo
| Temporada | Temporada | Episódios | Exibição original     | Exibição original     | Exibição original |
| Temporada | Temporada | Episódios | Estreia de temporada  | Final de temporada    | Canal             |
| --------- | --------- | --------- | --------------------- | --------------------- | ----------------- |
|           | 1         | 30        | 6 de junho de 2011    | 22 de outubro de 2012 | ABC Family        |
|           | 2         | 21        | 7 de janeiro de 2013  | 19 de agosto de 2013  | ABC Family        |
|           | 3         | 22        | 13 de janeiro de 2014 | 8 de dezembro de 2014 | ABC Family        |
|           | 4         | 20        | 6 de janeiro de 2015  | 26 de outubro de 2015 | ABC Family        |
|           | 5         | 10        | 31 de janeiro de 2017 | 11 de abril de 2017   | Freeform          |

## Episódios

### 1ª temporada (2011–12)
| No. geral | No. na série | Título                                      | Dirigido por    | Escrito por                         | Exibição                | Audiência (milhões) |
| --------- | ------------ | ------------------------------------------- | --------------- | ----------------------------------- | ----------------------- | ------------------- |
| 1         | 1            | "This Is Not a Pipe"                        | Steve Miner     | Lizzy Weiss                         | 6 de junho de 2011      | 3.30                |
| 2         | 2            | "American Gothic"                           | Steve Miner     | Lizzy Weiss                         | 13 de junho de 2011     | 2.92                |
| 3         | 3            | "Portrait of My Father"                     | Michael Schultz | Becky Hartman Edwards               | 20 de junho de 2011     | 2.77                |
| 4         | 4            | "Dance Amongst Daggers"                     | Steve Miner     | Chad Fiveash & James Stoteraux      | 27 de junho de 2011     | 2.80                |
| 5         | 5            | "Dogs Playing Poker"                        | Bethany Rooney  | Joy Gregory                         | 4 de julho de 2011      | 1.68                |
| 6         | 6            | "The Persistence of Memory"                 | James L. Conway | Henry Robles                        | 11 de julho de 2011     | 2.63                |
| 7         | 7            | "The Stag Hunt"                             | Michael Lange   | Sean Reycraft                       | 18 de julho de 2011     | 2.69                |
| 8         | 8            | "Pandora's Box"                             | Elodie Keene    | Becky Hartman Edwards & Lizzy Weiss | 25 de julho de 2011     | 3.14                |
| 9         | 9            | "Paradise Lost"                             | Ron Lagomarsino | Chad Fiveash & James Stoteraux      | 1 de agosto de 2011     | 2.79                |
| 10        | 10           | "The Homecoming"                            | David Paymer    | Lizzy Weiss                         | 8 de agosto de 2011     | 2.84                |
| 11        | 11           | "Starry Night"                              | Steve Miner     | Lizzy Weiss                         | 3 de janeiro de 2012    | 2.74                |
| 12        | 12           | "The Tempest"                               | Mel Damski      | Anne Kenney                         | 10 de janeiro de 2012   | 2.07                |
| 13        | 13           | "Self-Portrait with Bandaged Ear"           | Steve Miner     | Becky Hartman Edwards               | 17 de janeiro de 2012   | 1.99                |
| 14        | 14           | "Les Soeurs d'Estrees"                      | Arlene Sanford  | Joy Gregory                         | 24 de janeiro de 2012   | 1.90                |
| 15        | 15           | "Expulsion from the Garden of Eden"         | Steve Miner     | Chad Fiveash & James Stoteraux      | 31 de janeiro de 2012   | 1.93                |
| 16        | 16           | "Las Dos Fridas"                            | Chris Grismer   | Henry Robles                        | 7 de fevereiro de 2012  | 1.82                |
| 17        | 17           | "Protect Me from What I Want"               | David Paymer    | Becky Hartman Edwards & Lizzy Weiss | 14 de fevereiro de 2012 | 1.46                |
| 18        | 18           | "The Art of Painting"                       | Norman Buckley  | Joy Gregory & Anne Kenney           | 21 de fevereiro de 2012 | 1.79                |
| 19        | 19           | "Write a Lonely Soldier"                    | Bethany Rooney  | Chad Fiveash & James Stoteraux      | 28 de fevereiro de 2012 | 1.51                |
| 20        | 20           | "Game On"                                   | Ron Lagomarsino | Becky Hartman Edwards & Lizzy Weiss | 6 de março de 2012      | 1.48                |
| 21        | 21           | "The Sleep of Reason Produces Monsters"     | Elodie Keene    | Joy Gregory & Henry Robles          | 13 de março de 2012     | 1.70                |
| 22        | 22           | "Venus, Cupid, Folly, and Time"             | Michael Lange   | Lizzy Weiss                         | 20 de março de 2012     | 1.71                |
| 23        | 23           | "This Is the Color of My Dreams"            | Steve Miner     | Lizzy Weiss                         | 3 de setembro de 2012   | 2.25                |
| 24        | 24           | "The Intruder"                              | Patrick Norris  | Chad Fiveash & James Stoteraux      | 10 de setembro de 2012  | 1.67                |
| 25        | 25           | "The Shock of Being Seen"                   | Steve Miner     | Joy Gregory & Becky Hartman Edwards | 17 de setembro de 2012  | 1.58                |
| 26        | 26           | "Tree of Forgiveness"                       | David Paymer    | Ariel Rubin & Michael V. Ross       | 24 de setembro de 2012  | 1.41                |
| 27        | 27           | "The Declaration of Independence"           | Steve Miner     | Anne Kenney                         | 1 de outubro de 2012    | 1.44                |
| 28        | 28           | "We're the Kraken of Our Own Sinking Ships" | Ron Lagomarsino | Henry Robles                        | 8 de outubro de 2012    | 1.56                |
| 29        | 29           | "The Trial"                                 | Bethany Rooney  | Joy Gregory & Becky Hartman Edwards | 15 de outubro de 2012   | 1.45                |
| 30        | 30           | "Street Noises Invade the House"            | Steve Miner     | Lizzy Weiss                         | 22 de outubro de 2012   | 1.78                |

### 2ª temporada (2013)
| No. geral | No. na série | Título                                                              | Dirigido por    | Escrito por                               | Exibição                | Audiência (milhões) |
| --------- | ------------ | ------------------------------------------------------------------- | --------------- | ----------------------------------------- | ----------------------- | ------------------- |
| 31        | 1            | "The Door to Freedom"                                               | Steve Miner     | Lizzy Weiss                               | 7 de janeiro de 2013    | 1.70                |
| 32        | 2            | "The Awakening Conscience"                                          | Fred Gerber     | Joy Gregory & Bekah Brunstetter           | 14 de janeiro de 2013   | 1.65                |
| 33        | 3            | "Duel of Two Women"                                                 | John Behring    | Anne Kenney                               | 21 de janeiro de 2013   | 1.74                |
| 34        | 4            | "Dressing for the Charade"                                          | Melanie Mayron  | Chad Fiveash & James Stoteraux            | 28 de janeiro de 2013   | 1.76                |
| 35        | 5            | "The Acquired Inability to Escape"                                  | Zetna Fuentes   | Joy Gregory & Henry Robles                | 4 de fevereiro de 2013  | 1.79                |
| 36        | 6            | "Human/Need/Desire"                                                 | Norman Buckley  | Lizzy Weiss & Bekah Brunstetter           | 11 de fevereiro de 2013 | 1.65                |
| 37        | 7            | "Drive in the Knife"                                                | Steve Miner     | Chad Fiveash & James Stoteraux            | 18 de fevereiro de 2013 | 1.52                |
| 38        | 8            | "Tight Rope Walker"                                                 | Joanna Kerns    | Anne Kenney & Henry Robles                | 25 de fevereiro de 2013 | 1.69                |
| 39        | 9            | "Uprising"                                                          | Steve Miner     | Lizzy Weiss                               | 4 de março de 2013      | 1.63                |
| 40        | 10           | "Introducing the Miracle"                                           | Ron Lagomarsino | Becky Hartman Edwards & Lizzy Weiss       | 11 de março de 2013     | 1.75                |
| 41        | 11           | "Mother and Child Divided"                                          | Ron Lagomarsino | Lizzy Weiss                               | 10 de junho de 2013     | 1.66                |
| 42        | 12           | "Distorted House"                                                   | Fred Gerber     | Joy Gregory & Henry Robles                | 17 de junho de 2013     | 1.62                |
| 43        | 13           | "The Good Samaritan"                                                | Zetna Fuentes   | Becky Hartman Edwards & Bekah Brunstetter | 24 de junho de 2013     | 1.76                |
| 44        | 14           | "He Did What He Wanted"                                             | Steve Miner     | Lizzy Weiss & Michael Ross                | 1 de julho de 2013      | 1.61                |
| 45        | 15           | "Ecce Mono"                                                         | David Paymer    | Chad Fiveash & James Stoteraux            | 8 de julho de 2013      | 2.02                |
| 46        | 16           | "The Physical Impossibility of Death in the Mind of Someone Living" | Melanie Mayron  | Darla Lansu                               | 15 de julho de 2013     | 1.75                |
| 47        | 17           | "Prudence, Avarice, Lust, Justice, Anger"                           | Lea Thompson    | Terrence Coli & Becky Hartman Edwards     | 22 de julho de 2013     | 1.76                |
| 48        | 18           | "As the Shadows Deepen"                                             | Wendey Stanzler | Joy Gregory & Henry Robles                | 29 de julho de 2013     | 1.76                |
| 49        | 19           | "What Goes Up Must Come Down"                                       | Joanna Kerns    | Bekah Brunstetter & Lizzy Weiss           | 5 de agosto de 2013     | 1.68                |
| 50        | 20           | "The Merrymakers"                                                   | Zetna Fuentes   | James Stoteraux & Chad Fiveash            | 12 de agosto de 2013    | 1.60                |
| 51        | 21           | "Departure of Summer"                                               | Steve Miner     | Becky Hartman Edwards & Lizzy Weiss       | 19 de agosto de 2013    | 1.96                |

### 3ª temporada (2014)
| No. geral | No. na série | Título                                                          | Dirigido por      | Escrito por                            | Exibição                | Audiência (milhões) |
| --------- | ------------ | --------------------------------------------------------------- | ----------------- | -------------------------------------- | ----------------------- | ------------------- |
| 52        | 1            | "Drowning Girl"                                                 | Jim Hayman        | Lizzy Weiss                            | 13 de janeiro de 2014   | 1.76                |
| 53        | 2            | "Your Body Is a Battleground"                                   | Lea Thompson      | James Stoteraux & Chad Fiveash         | 20 de janeiro de 2014   | 1.56                |
| 54        | 3            | "Fountain"                                                      | Allan Arkush      | Joy Gregory & Terrence Coli            | 27 de janeiro de 2014   | 1.55                |
| 55        | 4            | "It Hurts to Wait with Love if Love Is Somewhere Else"          | Melanie Mayron    | Linda Gase & Henry Robles              | 3 de fevereiro de 2014  | 1.62                |
| 56        | 5            | "Have You Really the Courage?"                                  | Zetna Fuentes     | Bekah Brunstetter                      | 10 de fevereiro de 2014 | 1.70                |
| 57        | 6            | "The Scream"                                                    | Jonathan Frakes   | Chad Fiveash & James Stoteraux         | 17 de fevereiro de 2014 | 1.70                |
| 58        | 7            | "Memory Is Your Image of Perfection"                            | Lee Rose          | Terrence Coli                          | 24 de fevereiro de 2014 | 1.63                |
| 59        | 8            | "Dance Me to the End of Love"                                   | Millicent Shelton | Michael V. Ross & Lizzy Weiss          | 3 de março de 2014      | 1.61                |
| 60        | 9            | "The Past (Forgotten-Swallowed)"                                | Fred Gerber       | Joy Gregory                            | 10 de março de 2014     | 1.39                |
| 61        | 10           | "The Ambush"                                                    | Allan Arkush      | Henry Robles & Bekah Brunstetter       | 17 de março de 2014     | 1.18                |
| 62        | 11           | "Love Seduces Innocence, Pleasure Entraps, and Remorse Follows" | Steve Miner       | Linda Gase & Lizzy Weiss               | 24 de março de 2014     | 1.30                |
| 63        | 12           | "Love Among the Ruins"                                          | Norman Buckley    | Lizzy Weiss                            | 16 de junho de 2014     | 1.17                |
| 64        | 13           | "Like a Snowball Down a Mountain"                               | Melanie Mayron    | James Patrick Stoteraux & Chad Fiveash | 23 de junho de 2014     | 1.41                |
| 65        | 14           | "Oh, Future!"                                                   | Zetna Fuentes     | Henry Robles                           | 30 de junho de 2014     | 1.15                |
| 66        | 15           | "And We Bring the Light"                                        | James Hayman      | Joy Gregory & Alexander Georgakis      | 7 de julho de 2014      | 1.33                |
| 67        | 16           | "The Image Disappears"                                          | Wendey Stanzler   | Terrence Coli & Linda Gase             | 14 de julho de 2014     | 1.56                |
| 68        | 17           | "Girl with Death Mask (She Plays Alone)"                        | Joanna Kerns      | Bekah Brunstetter & Lizzy Weiss        | 21 de julho de 2014     | 1.36                |
| 69        | 18           | "It Isn't What You Think"                                       | Ron Lagomarsino   | J.R. Phillips & Henry Robles           | 28 de julho de 2014     | 1.13                |
| 70        | 19           | "You Will Not Escape"                                           | Michael Lange     | Joy Gregory                            | 4 de agosto de 2014     | 1.29                |
| 71        | 20           | "Girl on the Cliff"                                             | D. W. Moffett     | Linda Gase                             | 11 de agosto de 2014    | 1.06                |
| 72        | 21           | "And Life Begins Right Away"                                    | Melanie Mayron    | Lizzy Weiss & William H. Brown         | 18 de agosto de 2014    | 1.29                |
| 73        | 22           | "Yuletide Fortune Tellers"                                      | Michael Grossman  | Terrence Coli & Lizzy Weiss            | 8 de dezembro de 2014   | 1.40                |

### 4ª temporada (2015)
| No. geral | No. na série | Título                                                                   | Dirigido por      | Escrito por                        | Exibição                | Audiência (milhões) |
| --------- | ------------ | ------------------------------------------------------------------------ | ----------------- | ---------------------------------- | ----------------------- | ------------------- |
| 74        | 1            | "And It Cannot Be Changed"                                               | Steve Miner       | Lizzy Weiss                        | 6 de janeiro de 2015    | 1.29                |
| 75        | 2            | "Bracing the Waves"                                                      | Michael Lange     | Henry Robles                       | 13 de janeiro de 2015   | 1.15                |
| 76        | 3            | "I Lock the Door Upon Myself"                                            | Glenn L. Steelman | William H. Brown & Terrence Coli   | 20 de janeiro de 2015   | 1.21                |
| 77        | 4            | "We Were So Close That Nothing Used to Stand Between Us"                 | Allan Arkush      | Linda Gase & Bekah Brunstetter     | 27 de janeiro de 2015   | 1.30                |
| 78        | 5            | "At First Clear Word"                                                    | Melanie Mayron    | Lizzy Weiss & Joy Gregory          | 3 de fevereiro de 2015  | 1.24                |
| 79        | 6            | "Black and Gray"                                                         | Ron Lagomarsino   | Henry Robles & Darla Lansu         | 10 de fevereiro de 2015 | 1.34                |
| 80        | 7            | "Fog and Storm and Rain"                                                 | Lea Thompson      | William H. Brown                   | 17 de fevereiro de 2015 | 1.25                |
| 81        | 8            | "Art Like Love Is Dedication"                                            | Jonathan Frakes   | Linda Gase                         | 24 de fevereiro de 2015 | 0.95                |
| 82        | 9            | "The Player's Choice"                                                    | David Paymer      | Terrence Coli                      | 3 de março de 2015      | 0.96                |
| 83        | 10           | "There Is My Heart"                                                      | Norman Buckley    | Lizzy Weiss & Bekah Brunstetter    | 10 de março de 2015     | 1.06                |
| 84        | 11           | "To Repel Ghosts"                                                        | Millicent Shelton | Lizzy Weiss                        | 24 de agosto de 2015    | 0.98                |
| 85        | 12           | "How Does a Girl Like You Get to Be a Girl Like You"                     | Zetna Fuentes     | Bekah Brunstetter                  | 31 de agosto de 2015    | 0.87                |
| 86        | 13           | "Between Hope and Fear"                                                  | David Paymer      | Lizzy Weiss & Dayna Lynne North    | 7 de setembro de 2015   | 0.99                |
| 87        | 14           | "We Mourn, We Weep, We Love Again"                                       | Ron Lagomarsino   | Henry Robles & Alexander Georgakis | 14 de setembro de 2015  | 1.00                |
| 88        | 15           | "Instead of Damning the Darkness, It's Better to Light a Little Lantern" | Michael Lange     | Linda Gase & Lizzy Weiss           | 21 de setembro de 2015  | 0.70                |
| 89        | 16           | "Borrowing Your Enemy's Arrows"                                          | D. W. Moffett     | William H. Brown                   | 28 de setembro de 2015  | 0.76                |
| 90        | 17           | "To the Victor Belong the Spoils"                                        | Jay Karas         | T.J. Brady & Rasheed Newson        | 5 de outubro de 2015    | 0.79                |
| 91        | 18           | "The Accommodations of Desire"                                           | Michael Grossman  | Henry Robles & Dayna Lynne North   | 12 de outubro de 2015   | 0.75                |
| 92        | 19           | "A Mad Tea Party"                                                        | Carlos González   | Linda Gase                         | 19 de outubro de 2015   | 0.95                |
| 93        | 20           | "And Always Searching for Beauty"                                        | Melanie Mayron    | Lizzy Weiss & Bekah Brunstetter    | 26 de outubro de 2015   | 0.83                |

### 5ª temporada (2017)
| No. geral | No. na série | Título                         | Dirigido por    | Escrito por                       | Exibição                | Audiência (milhões) |
| --------- | ------------ | ------------------------------ | --------------- | --------------------------------- | ----------------------- | ------------------- |
| 94        | 1            | "The Call"                     | Allan Arkush    | Lizzy Weiss                       | 31 de janeiro de 2017   | 0.60                |
| 95        | 2            | "This Has to Do with Me"       | D. W. Moffett   | William H. Brown & Liz Sczudlo    | 7 de fevereiro de 2017  | 0.54                |
| 96        | 3            | "Surprise"                     | Stephen Tolkin  | Terrence Coli & Colin Waite       | 14 de fevereiro de 2017 | 0.52                |
| 97        | 4            | "Relation of Lines and Colors" | Carlos González | Linda Gase & J.R. Phillips        | 21 de fevereiro de 2017 | 0.52                |
| 98        | 5            | "Occupy Truth"                 | Jeff Byrd       | Talicia Raggs & Lizzy Weiss       | 28 de fevereiro de 2017 | 0.51                |
| 99        | 6            | "Four Ages in Life"            | Janice Cooke    | Terrence Coli & Lenn K. Rosenfeld | 7 de março de 2017      | 0.44                |
| 100       | 7            | "Memory (The Heart)"           | Lea Thompson    | Linda Gase                        | 21 de março de 2017     | 0.50                |
| 101       | 8            | "Left in Charge"               | Dawn Wilkinson  | Liz Sczudlo                       | 28 de março de 2017     | 0.47                |
| 102       | 9            | "The Wolf Is Waiting"          | Jill D'Agnenica | Terrence Coli & William H. Brown  | 4 de abril de 2017      | 0.43                |
| 103       | 10           | "Long Live Love"               | Steve Miner     | Lizzy Weiss & Linda Gase          | 11 de abril de 2017     | 0.49                |

## Audiência
| Temporada | Temporada | Ep. 1 | Ep. 2 | Ep. 3 | Ep. 4 | Ep. 5 | Ep. 6 | Ep. 7 | Ep. 8 | Ep. 9 | Ep. 10 | Ep. 11 | Ep. 12 | Ep. 13 | Ep. 14 | Ep. 15 | Ep. 16 | Ep. 17 | Ep. 18 | Ep. 19 | Ep. 20 | Ep. 21 | Ep. 22 | Ep. 23 | Ep. 24 | Ep. 25 | Ep. 26 | Ep. 27 | Ep. 28 | Ep. 29 | Ep. 30 | Audiência |
| --------- | --------- | ----- | ----- | ----- | ----- | ----- | ----- | ----- | ----- | ----- | ------ | ------ | ------ | ------ | ------ | ------ | ------ | ------ | ------ | ------ | ------ | ------ | ------ | ------ | ------ | ------ | ------ | ------ | ------ | ------ | ------ | --------- |
|           | 1         | 3.30  | 2.92  | 2.77  | 2.80  | 1.68  | 2.63  | 2.69  | 3.14  | 2.79  | 2.84   | 2.74   | 2.07   | 1.99   | 1.90   | 1.93   | 1.82   | 1.46   | 1.79   | 1.51   | 1.48   | 1.70   | 1.71   | 2.25   | 1.67   | 1.58   | 1.41   | 1.44   | 1.56   | 1.45   | 1.78   | 2.08      |
|           | 2         | 1.70  | 1.65  | 1.74  | 1.76  | 1.79  | 1.65  | 1.52  | 1.69  | 1.63  | 1.75   | 1.66   | 1.62   | 1.76   | 1.61   | 2.02   | 1.75   | 1.76   | 1.76   | 1.68   | 1.60   | 1.96   | N/A    | N/A    | N/A    | N/A    | N/A    | N/A    | N/A    | N/A    | N/A    | 1.72      |
|           | 3         | 1.76  | 1.56  | 1.55  | 1.62  | 1.70  | 1.70  | 1.63  | 1.61  | 1.39  | 1.18   | 1.30   | 1.17   | 1.41   | 1.15   | 1.33   | 1.56   | 1.36   | 1.13   | 1.29   | 1.06   | 1.29   | 1.40   | N/A    | N/A    | N/A    | N/A    | N/A    | N/A    | N/A    | N/A    | 1.42      |
|           | 4         | 1.29  | 1.15  | 1.21  | 1.30  | 1.24  | 1.34  | 1.25  | 0.95  | 0.96  | 1.06   | 0.98   | 0.87   | 0.99   | 1.00   | 0.70   | 0.76   | 0.79   | 0.75   | 0.95   | 0.83   | N/A    | N/A    | N/A    | N/A    | N/A    | N/A    | N/A    | N/A    | N/A    | N/A    | 1.01      |
|           | 5         | 0.60  | 0.54  | 0.52  | 0.52  | 0.51  | 0.44  | 0.50  | 0.47  | 0.43  | 0.49   | N/A    | N/A    | N/A    | N/A    | N/A    | N/A    | N/A    | N/A    | N/A    | N/A    | N/A    | N/A    | N/A    | N/A    | N/A    | N/A    | N/A    | N/A    | N/A    | N/A    | 0.50      |